# Park Kang-hyun
Dans ce nom coréen, le nom de famille, Park, précède le nom personnel.
Park Kang-hyun (hangul: 박은태) est un chanteur sud-coréen né le 27 décembre 1989, spécialisé dans les comédies musicales. Il est également membre du groupe Miraclass.

## Biographie

### Des débuts remarqués(2015 - 2017)
Après avoir obtenu son diplôme en Arts du spectacle à l'Université Sungkyunkwan, Park Kang-hyun fait ses débuts en 2015 dans la comédie musicale Liar Time.
Il est alors remarqué par l'équipe créative de Bare, laquelle est impressionnée par sa « voix captivante » et lui offre l'un des deux rôles principaux, celui de Peter,. Bien qu'il ne soit qu'une jeune recrue inexpérimentée, sa performance suscite une certaine curiosité au sein des médias qui lui accordent de longues interviews. 
Il se produit par la suite dans de nombreux théâtres,,et campe plusieurs rôles marquants parmi lesquels Benny dans In the Heights, Ash dans Evil Dead et le roi Gwanghae dans Chilseo. Ces performances le conduisent à décrocher le Prix du Meilleur nouvel interprète masculin aux Stagetalk Audience Choice Awards (SACA) de 2017.

### Un comédien très demandé et reconnu(2017 - 2019)
Cette première reconnaissance permet à Park Kang-hyun d'élargir son répertoire ; ses performances sont saluées et il remporte de nombreuses récompenses.
Il est un participant remarqué du télécrochet à succès Phantom Singer durant l'année 2017 ; son chant sur She Was There (un titre de la comédie musicale The Scarlet Pimpernel) décroche la plus haute note jamais attribuée. Lors de la finale, il fonde avec d'autres participants (le baryton Julian Jootaek Kim, le ténor Phillip Jeong et la basse Tain Han) le groupe Miraclass, toujours en activité.
En 2017, il campe Myung Woo dans Gwanghwamun Love Song (광화문 연가). S'ensuit le rôle de Charlie dans Kinky Boots courant 2018. Toutefois, c'est sa performance de Gwynplaine dans The Man Who Laughs, comédie musicale tirée du roman éponyme de Victor Hugo, qui est la plus encensée. Grâce à elle, il remporte le prix du Meilleur nouvel acteur aux 7ème Yegreen Musical Awards.
L'année 2019 assoit définitivement sa carrière. Son interprétation de Luigi Lucheni dans Elisabeth lui ouvre les portes du prestigieux Daegu International Music Festival où il se voit décerner le trophée de Meilleur nouvel interprète de l'année. Ses rôles secondaires de Lancelot (Xcalibur) et Axel de Fersen (Marie-Antoinette), lui assurent non seulement des prix mais renforcent également son statut dans l'industrie.

### Une popularité indéniable(2019 - en cours)
Park Kang-hyun poursuit sa carrière en diversifiant ses rôles, alternant entre les personnages qui ont fait sa notoriété et de nouvelles propositions.
En 2020, il campe à nouveau Gwynplaine dans The Man Who Laughs.

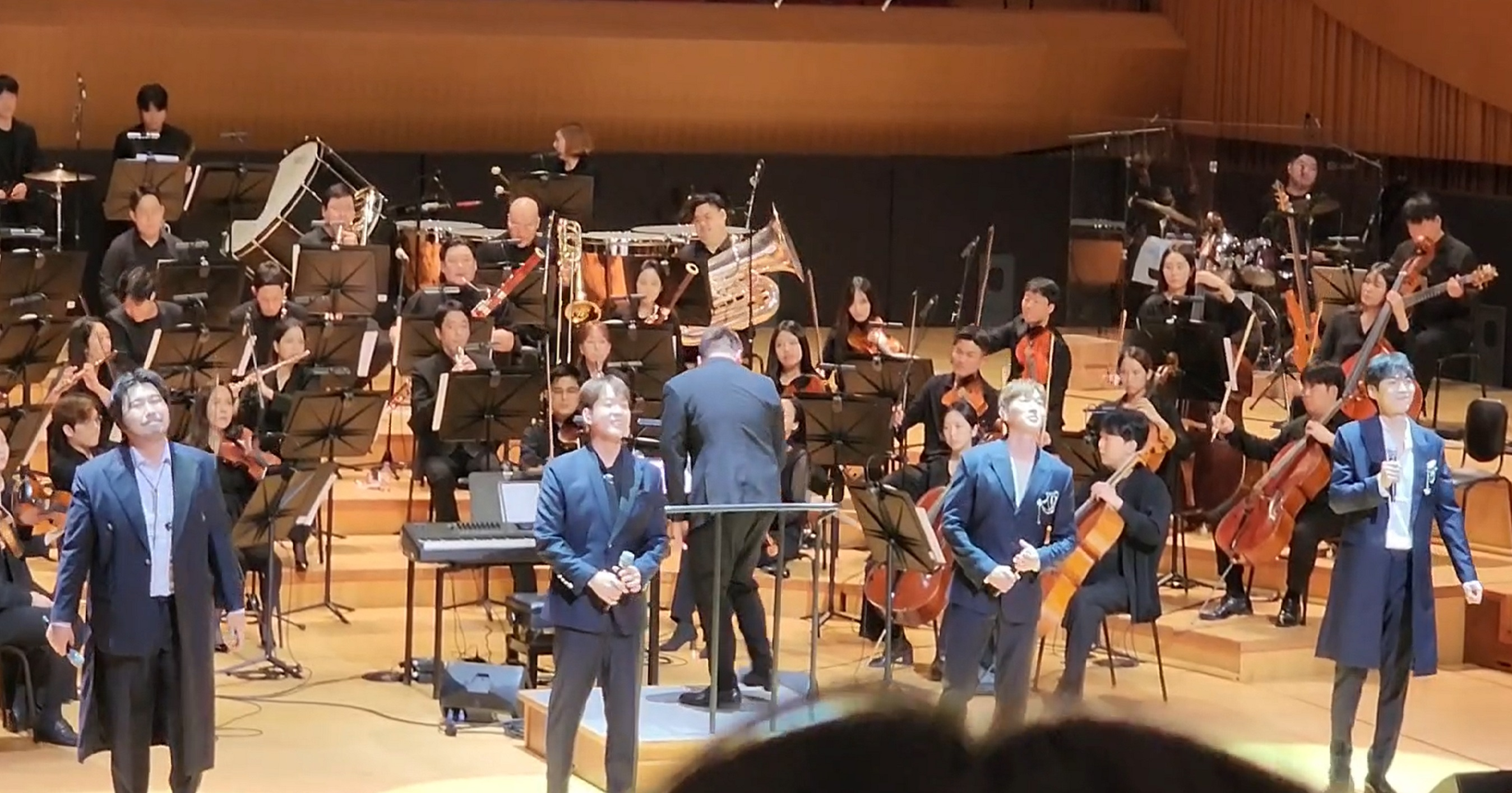
Park Kang-huyn avec son groupe Miraclass en 2023.

Si 2021 s'annonce riche en projets, son déroulé est largement perturbé par la pandémie de COVID-19. A l'occasion du 10ème anniversaire de Mozart! sur le sol coréen, Park s'essaie au rôle-titre. Le spectacle est joué au Sejong Center mais est également diffusé en ligne en raison de la pandémie. Aux côtés de son groupe Miraclass, il participe à une nouvelle saison de Phantom Singer, dont la diffusion est grandement altérée par la COVID-19. En parallèle, il incarne Anatole Kuragin dans Natasha, Pierre & The Great Comet of 1812. A l'été, Park est annoncé à l'affiche d'Hadestown dans le rôle masculin principal, celui d'Orpheus. C'est une nouvelle consécration : sa performance lui permet de remporter à la fois le trophée de Meilleur acteur aux 6ème Korea Musical Awards et de Star de l'année au Daegu International Music Festival.
Durant l'année 2022, il retrouve le personnage de Gwynplaine pour la 3ème mouture de The Man Who Laughs au Sejong Center. Lors de la saison 2022-2023, il est aussi Tony dans la comédie musicale culte West Side Story et Huey dans Memphis. Pour son rôle de Huey, il remporte le titre de Meilleur acteur aux 8ème Korea Awards. Il tient en outre l'un des rôles principaux dans le drama Heartbeat, porté par le duo de célébrités Ok Taec-yeon et Won Ji-an.
Park incarne le personnage titre d'Evan Hansen dans Dear Evan Hansen de mars à juillet 2024 et enchaîne sur un retour remarqué à Hadestown sur les planches du Charlotte Theater, de juillet à octobre. Il intervient également, cette fois en tant que membre du jury, sur l'émission Phantom Singer.
De l'hiver 2024 à l'été 2025, il s'illustre en Aladdin dans la comédie musicale éponyme.

## Réception
Park Kang-hyun Park est salué pour « ses capacités vocales impressionnantes et la clarté de son élocution » ainsi que sa tessiture « solide et inébranlable ». Sa faculté à aller dans les aiguës, avec aisance et stabilité, est également reconnue.  Il est considéré comme l'un des talents les plus prometteurs de la scène sud-coréenne, reconnu pour sa large gamme vocale et sa polyvalence, y compris dans le registre opératique.
La diva Shin Young-sook, sa costar sur The Man Who Laughs, Elisabeth et Xcalibur, a salué très tôt son travail : « Il est destiné à devenir une grande star et, en tant que fan, je sais que je le verrais grandir. Sa voix est caractérisée par l'aisance, la clarté et l'énergie, ce sont ses plus grandes forces ».
Park Kang-hyun est régulièrement acclamé pour son « excellente interprétation des personnages » et sa « capacité à transmettre l'innocence de ses rôles d'une belle manière, jusqu'à devenir lui-même le personnage »,. Le metteur en scène et librettiste Robert Johanson, qui l'a dirigé sur The Man Who Laughs, salue la fraîcheur de son jeune interprète : à ses yeux, il est celui « qui traduit le mieux la pureté [de Gwynplaine]. D'une très belle manière, il devient tout simplement le personnage à part entière ». Ses performances en Huey (Memphis) et Evan Hansen (Dear Evan Hansen) sont largement remarquées : pour le premier, il est qualifié de « jeune homme confiant mais quelque peu immature, mettant en valeur un personnage charmant avec esprit et vivacité » ; pour le second, il dépeint un protagoniste fragile et anxieux, « démontrant un contrôle parfait sur sa voix de poitrine et de tête, et se transformant efficacement en Evan Hansen [au moyen] d'un regard nerveux et d'une posture voûtée »,.
Depuis 2024, il s'est affirmé en tant que figure éminente et influente de l'industrie du théâtre musical sud-coréen, avec un fort impact sur la vente des billets.

## Performances scéniques
| Année     | Titre                                     | Rôle               | Récompenses |
| --------- | ----------------------------------------- | ------------------ | --- |
| 2015      | Liar Time (라이어 타임)                   | Dante              | |
| 2016      | Bare: The Musical                         | Peter              | |
| 2016-2017 | In The Heights                            | Benny              | Prix du Meilleur nouvel interprète masculin aux Stagetalk Audience Choice Awards (remporté)                                                                     |
| 2017      | Evil Dead The Musical                     | Ash                | Prix du Meilleur nouvel interprète masculin aux Stagetalk Audience Choice Awards (remporté)                                                                     |
| 2017      | Chilseo (칠서)                            | Le roi Gwanghaegun | Prix du Meilleur nouvel interprète masculin aux Stagetalk Audience Choice Awards (remporté)                                                                     |
| 2017-2018 | Gwanghwamun Love Song (광화문 연가)       | Myung Woo          | |
| 2018      | Kinky Boots                               | Charlie Price      | |
| 2018      | The Man Who Laughs                        | Gwynplaine         | Meilleur nouvel artiste masculin aux Yegreen Musical Awards (remporté)                                                                                          |
| 2018-2019 | Elisabeth                                 | Luigi Lucheni      | Meilleur nouvel interprète de l'année au Daegu International Music Festival (remporté)                                                                          |

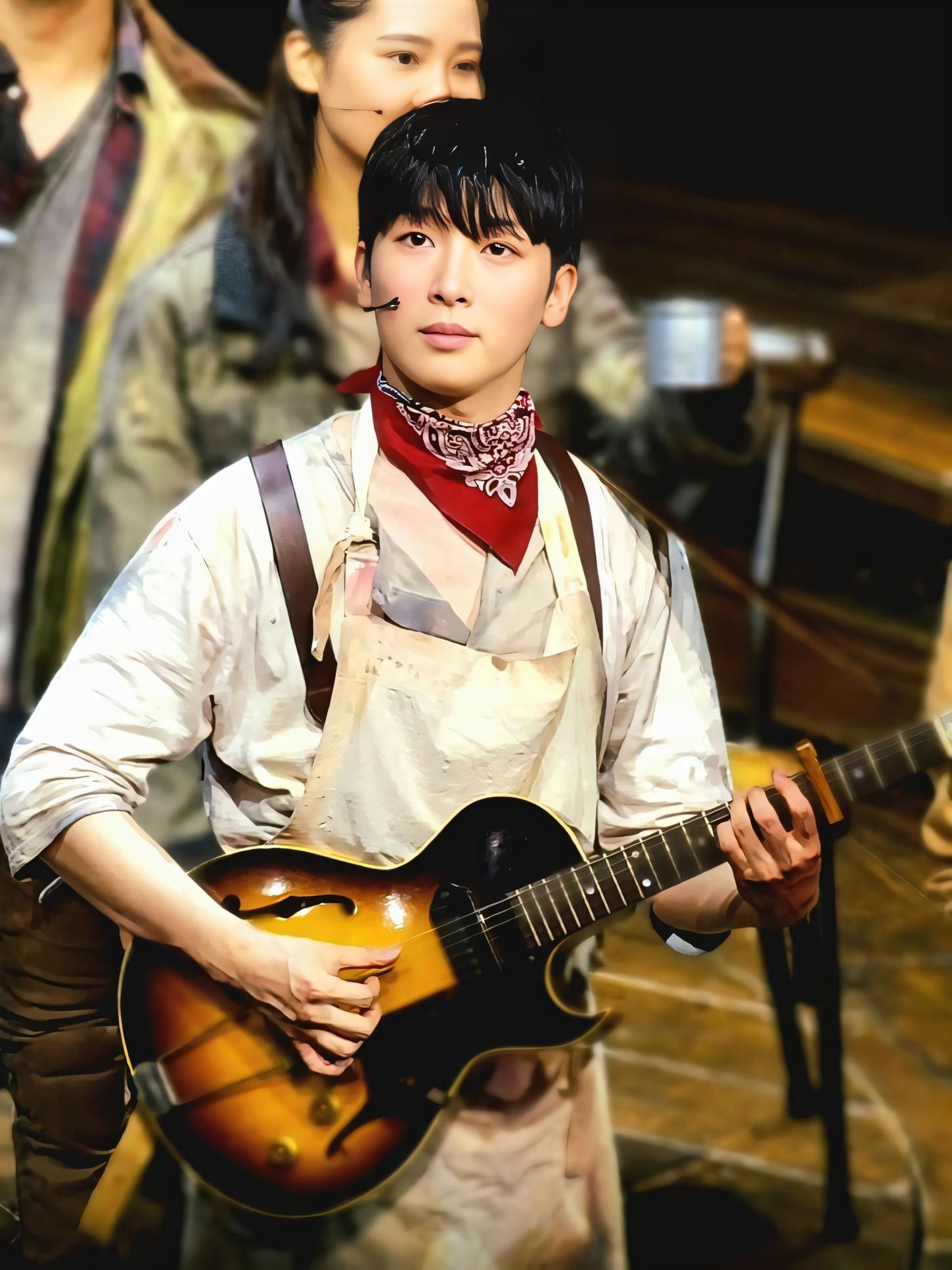
Park Kang-hyun dans Hadestown, où il incarne Orpheus.

| 2019      | Xcalibur                                  | Lancelot           | - Meilleur acteur dans un second rôle aux Stagetalk Audience Choice Awards (remporté) - Meilleur acteur dans un second rôle aux Korea Musical Awards (remporté) |
| 2019      | Marie-Antoinette                          | Axel de Fersen     | Meilleur acteur dans un second rôle aux Stagetalk Audience Choice Awards (remporté)                                                                             |
| 2020      | The Man Who Laughs                        | Gwynplaine         | |
| 2020      | Mozart!                                   | Wolfgang Mozart    | |
| 2021      | Natasha, Pierre & The Great Comet of 1812 | Anatole Kuragin    | |
| 2021-2022 | Hadestown                                 | Orpheus            | - Meilleur acteur aux Korea Musical Awards (remporté) - Star de l'année au Daegu International Music Festival (remporté)                                        |
| 2022      | The Man Who Laughs                        | Gwynplaine         | |
| 2022-2023 | West Side Story                           | Tony               | |
| 2023      | Memphis                                   | Huey Calhoun       | Meilleur acteur aux Korea Musical Awards (nommé) |
| 2024      | Dear Evan Hansen                          | Evan Hansen        | |
| 2024      | Hadestown                                 | Orpheus            | |
| 2024-2025 | Aladdin                                   | Aladdin            | |